# Christon Archer
Christon Irving Archer (Victoria, Columbia Británica, Canadá, 24 de agosto de 1940 - Calgary, Canadá, 19 de diciembre de 2021) fue un historiador canadiense dedicado a la historia de México colonial, de los ejércitos y de la guerra.
Estudió en la Universidad de Victoria, en Columbia Británica, donde recibió el título de Bachelor of Arts en Latin American History en 1965. Posteriormente obtuvo su maestría en artes en la Universidad Estatal de Nueva York, Stony Brook, en 1967, con la tesis The Viceregal Administration of Félix Berenguer de Marquina in New Spain, 1800-1803. En 1971 recibió el título de doctor en filosofía de la misma institución. 
Inició su trayectoria académica como profesor en la Universidad de Calgary en 1969. En esta universidad impulsó la fundación del programa Latin American Studies (LAST) y el Latin American Research Centre (LARC) , del que fue director entre 2004 y 2010. En 2011 pasó a ser profesor emérito.
Fue el autor de The Army in Bourbon Mexico, 1760-1810 (University of New Mexico, 1977), que fue traducida al español como El ejército en el México borbónico (Fondo de Cultura Económica,1983); es considerada como obra fundamental para la comprensión de la organización militar en la época de las reformas borbónicas. Asimismo publicó  Technology, and Innovation in the Twentieth Century (1982); y World History of Warfare (en coautoría con Holger H. Herwig ,Timothy H. E. Travers y John Ferris, 2002). También editó la obra colectiva The Birth of Modern Mexico, 1780-1824 (2003). Publicó varios artículos en revistas especializadas, entre ellas Latin-American Studies, Hispanic American Historical Review y Canadian Historical Review sobre sus temas principales, así como sobre el bandolerismo y las exploraciones marítimas.
Entre los reconocimientos que recibió se hallan Herbert E. Bolton Prize (1979), el American Historical Association Prize  y el Canadian Historical Review Annual Prize (1980). Fue nombrado doctor honorario en Letras por La Trobe University, Australia, en 1995. Fue asimismo miembro corresponsal de la Academia Mexicana de la Historia.
Christon Archer falleció el 19 de diciembre de 2021. Le sobrevivieron su esposa, Carol Hewison Archer, y dos hijos.

## Obras publicadas
- The Army in Bourbon Mexico. 1760-1810, Albuquerque, University of New Mexico Press, 1977.

- El ejército en el México borbónico 1760-1810, México, Fondo de Cultura Económica, 1983 413 p.

- The Wars of Independence in Spanish America, Christon Archer (ed.), Wilmington, Delaware, Scholarly Resources, 2000, xiii-325 p.

- The Birth of Modern Mexico, 1780-1824, Christon Archer (ed.), Wilmington, Delaware, Scholarly Resources, 2002, xii, 257 p.

- World History of Warfare (Tactics & Strategies) Christon I. Archer,, John R. Ferris, Holger H. Herwig, Timothy H. E. Travers (eds.), Lincoln, Nebraska Press. 2002, 626 p.

- Men at War. Politics, Technology, and Innovation in the Twentieth Century, Timothy Travers,  Christon Archer (eds.)Londres y Nueva York, Routledge, 2010, 238 p.